# Episodi di Army Wives - Conflitti del cuore (terza stagione)
La terza stagione della serie televisiva Army Wives - Conflitti del cuore è stata trasmessa negli Stati Uniti dal 7 giugno all'11 ottobre 2009 su Lifetime.
| nº | Titolo originale         | Titolo italiano                  | Prima TV USA      | Prima TV Italia  |
| -- | ------------------------ | -------------------------------- | ----------------- | ---------------- |
| 1  | Best Laid Plans          | Nonostante il migliore dei piani | 7 giugno 2009     | 7 gennaio 2010   |
| 2  | About Face               | Dietro-front                     | 14 giugno 2009    | 7 gennaio 2010   |
| 3  | Moving Out               | Trasferirsi                      | 21 giugno 2009    | 14 gennaio 2010  |
| 4  | Incoming                 | In arrivo                        | 28 giugno 2009    | 14 gennaio 2010  |
| 5  | Disengagement            | Separazione                      | 5 luglio 2009     | 21 gennaio 2010  |
| 6  | Family Readiness         | Disponibilità familiare          | 12 luglio 2009    | 21 gennaio 2010  |
| 7  | Onward Christian Soldier | Che la guerra abbia inizio       | 19 luglio 2009    | 28 gennaio 2010  |
| 8  | Post and Prejudice       | Simulazioni di guerra            | 26 luglio 2009    | 28 gennaio 2010  |
| 9  | Coming Home              | Ritorno a casa                   | 2 agosto 2009     | 4 febbraio 2010  |
| 10 | M.I.A.                   | Ragazze dell'Alabama             | 9 agosto 2009     | 4 febbraio 2010  |
| 11 | Tango                    | Una vedova allegra               | 16 agosto 2009    | 11 febbraio 2010 |
| 12 | First Response           | La prima reazione                | 23 agosto 2009    | 11 febbraio 2010 |
| 13 | Duty to Inform           | Obbligo di informare             | 30 agosto 2009    | 18 febbraio 2010 |
| 14 | Need to Know Basis       | Qualcuno deve sapere             | 13 settembre 2009 | 18 febbraio 2010 |
| 15 | As Time Goes By...       | Mentre il tempo passa            | 20 settembre 2009 | 25 febbraio 2010 |
| 16 | Shrapnel and Alibis      | Omissioni e bugie                | 27 settembre 2009 | 25 febbraio 2010 |
| 17 | Fire in the Hole         | Palla in buca                    | 4 ottobre 2009    | 4 marzo 2010     |
| 18 | Fields of Fire           | Sotto attacco                    | 11 ottobre 2009   | 4 marzo 2010     |

## Nonostante il migliore dei piani
- Titolo originale: Best Laid Plans
- Diretto da:
- Scritto da:

### Trama
Emmalin e Logan vengono fermati da Trevor prima di sposarsi, e Logan viene spedito in Corea per qualche mese. Micheal è più che deciso a tenere la famiglia unita a qualsiasi costo e riprogramma la partenza. Denise viene licenziata dall'ospedale per 'cattiva condotta' a causa della sua relazione con Mac (suo ex-paziente), che però ne discute con LeeAnn (la sua vecchia fiamma) e la lascia. Roxy distrugge il motore della macchina e per questo litiga con Trevor, inoltre cerca un avvocato per impedire la cessione del bar al nipote di Betty. Pamela indaga sul suddetto nipote e scopre che è un truffatore e insieme lo fanno arrestare. A Frank viene dato il comando di un'operazione rischiosa dopo che lui ha scoperto il 'tradimento' della moglie. Micheal cede e lascia che Emmalin e Claudia Joy rimangano a Charleston.
- Guest star:

## Dietro-front
- Titolo originale: About Face
- Diretto da:
- Scritto da:

### Trama
L'intera base ce l'ha con Denise per il suo tradimento, compresi gli amici. Roland si arrabbia quando scopre che un suo ex-compagno d'università starà per ricevere un prestigioso premio in Medicina, mentre lui è costretto ad accudire la figlia. Roxy e Trevor continuano a litigare poiché lui desidera un figlio e lei no. Pamela si occuperà di parlare al gruppo di Sostegno alle Famiglie. Claudia Joy dovrà occuparsi di tutte quelle incombenze burocratiche e pratiche che seguono la cancellazione della partenza. Frank e la sua unità risultano bloccati e circondati in territorio nemico e Denise teme il peggio. Jennifer si dimostra cortese, ma sempre più ostile.
- Guest star:

## Trasferirsi
- Titolo originale: Moving Out
- Diretto da:
- Scritto da:

### Trama
Dopo ore di agonia Denise scopre che Frank sta bene. Roxy organizza un mercatino per pagare i debiti col fisco accumulati da Betty. Pamela cerca di accaparrarsi l'assegnazione di una casa più grande, ora che i figli stanno crescendo. Frank viene rimandato a Fort Marschall con il titolo di Supervisore della Guerra Simulata. Trevor viene punito poiché uno dei soldati sotto il suo comando ha fatto partire un colpo accidentale. Roland si scontra con uno psicologo civile mentre cerca di aiutare un soldato a lui affidato durante il suo turno di notte. Joan ed Evan si scontrano nuovamente sulla leadership. Claudia trova un appartamento dove lei ed Emmalin possono finalmente trasferirsi, quando Micheal torna a casa.
- Guest star:

## In arrivo
- Titolo originale: Incoming
- Diretto da:
- Scritto da:

### Trama
A Micheal viene revocato l'ordine di Comandante della NATO. Ritornato a Fort Marschall viene promosso a Comandante di Divisione divenendo generale con due stelle. Emmalin si scontra con i genitori su vari nuovi aspetti della sua personalità. Pamela effettua il trasloco nella nuova casa. Jeremy Sherwood al fronte, viene salvato da un cane randagio durante un'azione e subito lo nomina mascotte della squadra, il Sergente tuttavia gli ordina di liberarsene. Roland scopre che il lavoro di Price ha un suo scopo sociale e umano, e accetta di creare una società insieme. A Joan viene offerto il ruolo di Capo dell'Intelligence della 23ª Divisione, che lei però rifiuta decidendo di partire con la sua squadra. Frank torna a Fort Marschall e chiede a Denise di lasciare la casa e trovarsi un avvocato per il divorzio.
- Guest star:

## Separazione
- Titolo originale: Disengagement
- Diretto da:
- Scritto da:

### Trama
Roxy riapre l'Hump Bar, ma con scarso successo e Viola si offre come Manager poiché ha bisogno di soldi. Joan e Roland decidono di battezzare Sara Elisabeth. Emmalin e i genitori si scontrano ancora su diversi aspetti. Frank e Denise decidono di lasciare da parte gli avvocati e di contattare un mediatore. A Pamela viene offerto il posto di assistente del coach di football, intanto Chase torna a casa. Roland parla con le ragazze per comunicare loro che Denise ha deciso di partire, e finalmente fanno pace.
- Guest star:

## Disponibilità familiare
- Titolo originale: Family Readiness
- Diretto da:
- Scritto da:

### Trama
Claudia Joy presta il vestitino di Amanda a Joan per il battesimo della figlia. Il cane Lucky, mascotte del battaglione di Jeremy Sherwood arriva clandestino alla base e crea il caos; il colonnello Barton incarca Trevor di portarlo al centro di detenzione per animali della base, ma lui preferisce adottarlo. Chase e Pamela litigano. Roland chiede aiuto a Claudia per operare una bambina irachena ferita a un braccio. Denise svuota la casa coniugale dei suoi effetti in attesa di trasferirsi. L'intera comunità partecipa al battesimo di Sara Elisabeth.
- Guest star:

## Che la guerra abbia inizio
- Titolo originale: Onward Christian Soldier
- Diretto da:
- Scritto da:

### Trama
Denise e Frank si rendono conto di amarsi ancora e decidono di riprovarci, appellandosi all'aiuto di un terapista che li consiglia di ricominciare dal corteggiamento. Roxy ha ancora molte riserve riguardo al cane Lucky. Joan ed Evan Connor sono sempre più ai ferri corti, al punto che quando viene loro affidato l'incarico e l'attuazione di due diversi piani per la Guerra Simulata, Evan imbroglia. Pamela ha alcune perplessità su come l'allenatore gestisce il gruppo e le partite dei ragazzi. Amin arriva ospite a casa Holden e dopo qualche momento di adattamento si sfoga per la morte della sua famiglia, innescando anche Emmalin che si lascia consolare dalla madre. La giovane irachena viene poi operata con successo. Chase viene richiamato in servizio.
- Guest star:

## Simulazioni di guerra
- Titolo originale: Post and Prejudice
- Diretto da:
- Scritto da:

### Trama
Claudia Joy organizza una riunione straordinaria del Gruppo di Sostegno alle Famiglie per raccogliere fondi per la riabilitazione di Amin in Iraq, ma alcune mogli sono contrarie tra cui Jessica; l'intervento di un giovane maggiore risolverà la situazione. Il rapporto tra Frank e Denise è ancora un po' acerbo. Pamela aiuta una giovane moglie del suo corso July, ad aumentare le entrate lasciando che organizzi una vendita di 'articoli' a casa sua e l'evento si rivela molto interessante. Partono i giochi delle Simulazioni di Guerra, Joan Barton ed Evan Connor sono a capo dei due gruppi rivali. Trevor vuole usare i giochi per dimostrare ciò che vale dopo la nota di biasimo avuta da Connor. Il gruppo vincitore sarà... e Connor verrà trasferito al Pentagono.
- Guest star:

## Ritorno a casa
- Titolo originale: Coming Home
- Diretto da:
- Scritto da:

### Trama
Roxy teme che le sue carenze nello studio siano passate al figlio più piccolo Finn, ma in realtà il bambino è molto dotato e il preside consiglia il trasferimento a una scuola privata. Trevor è alle prese con il test per diventare Sergente. Claudia Joy ha un'importante cena da organizzare e deve accompagnare a Francoforte Amin che ritorna in Iraq, ma all'ultimo gli zii decidono di trasferirsi in Turchia per via degli attentati alle famiglie d'interpreti. Emmalin si confronta con il padre e si riappacificano. Denise decide di rinunciare alla moto nel tentativo di riconquistare Frank, ma è lui a capire che deve adattarsi, purtroppo viene richiamato. Il centro di assistenza psichiatrica di Roland ha bisogno di fondi e il suo socio decide di fare un tour informativo per racimolarli. Joan teme per l'equilibrio di un soldato della sua unità.
- Guest star:

## Ragazze dell'Alabama
- Titolo originale: M.I.A.
- Diretto da:
- Scritto da:

### Trama
Roxy gestisce il bar con la sua nuova collaboratrice, che vuole renderlo più vivace e in linea con i tempi. Contratta quindi un gruppo rock per suonare alla sera, mentre Roxy casualmente aiuta una donna piacente di mezza età, che scopre essere anch'essa dell'Alabama. Nonostante la diffidenza, Roxy ottiene le confidenze della donna, che scopre essere stata una nota cantante soul di qualche anno prima, ormai non più sulle scene; si trova al Forte nel tentativo di rintracciare suo figlio che non vede da molti anni. Roxy riesce a trovare il ragazzo, che però si rifiuta di incontrare la madre. Questa, delusa, lascia il Forte e Roxy la lascia per la sua strada, nonostante il reiterato tentativo di convincerla a cantare e suonare nel locale, almeno per una sera. Tentativo dal felice esito per la sua socia che, invece, la convince: la serata si tramuta in un grande successo e con la partenza della donna per Nashville, sua grande aspirazione di gioventù.
- Guest star:

## Una vedova allegra
- Titolo originale: Tango
- Diretto da:
- Scritto da:

### Trama
Claudia Joy, aiutata da Denise, organizza la visita al Forte da parte della vedova di un noto senatore americano. Questa si rivela tutt'altro che dimessa e pregna del suo stato vedovile, tant'è che sconvolge il tranquillo tran tran organizzato per lei: frequenta militari, abbonda con gli alcolici, frequenta locali notturni; ma infine riveste il suo ruolo istituzionale all'atto dell'inaugurazione di un edificio sociale. Frattanto Roxy riesce a far accettare il figlio Finn presso una prestigiosa scuola privata, fruendo pure di una borsa di studio, seppur parziale. Trevor rassicura comunque Roxy che potranno fronteggiare le spese, grazie al bar che va bene e alla futura posizione di Sergente reclutatore che gli farà guadagnare di più, oltre che tenerlo di stanza al Forte per almeno tre anni. Nel mentre Claudia Joy e Denise si recano di notte presso una SPA per il fine settimana, regalo da parte della vedova in segno di riconoscenza, sono coinvolte in un incidente stradale causato da un improvviso annebbiamento visivo da parte di Claudia.
- Guest star:

## La prima reazione
- Titolo originale: First Response
- Diretto da:
- Scritto da:

### Trama
Grazie alle sue conoscenze d'infermiera Denise salva la vita a Claudia Joy, riacquistando la fiducia e l'affetto di Micheal Holden. L'incidente tuttavia, permette di riscontrare alcune anomalie nel sangue di Claudia che grazie a diversi esami scopre di avere un grave problema di glicemia. Finn è alle prese con il suo primo giorno nella nuova scuola, con un ambiente scolastico e un lignaggio differente dal suo che costringe Roxy a fare un discorso sulla povertà. T.J. il secondo figlio diviene geloso delle maggiori attenzioni dedicate al fratello, ma Trevor rimedia con una giornata di pesca molto speciale tra un incontro e l'altro alla Scuola di Reclutatori. Jeremy Sherwood ha una pessima giornata nel deserto a causa di un attentato che colpisce membri della sua unità durante un pattugliamento e sente il bisogno di chiamare a casa, Frank nel frattempo è a Washington per lavoro.
- Guest star:

## Obbligo d'informare
- Titolo originale: Duty to Inform
- Diretto da:
- Scritto da:

### Trama
Claudia Joy comincia la terapia con l'insulina per combattere il diabete, ma la notizia della malattia l'ha sconvolta tanto da desiderare di non farlo sapere a nessuno al di fuori della famiglia, ma durante un piccolo incidente Denise scopre tutto. Trevor viene assegnato al Centro per Reclutatori di Charlestong dove comincia i primi turni tra difficoltà e buoni propositi. Frank scopre che Denise ha salvato la vita a Claudia durante l'incidente e cerca di persuaderla a tornare al lavoro, lei conferma di averci pensato ma preferirebbe quello di Paramedico. Pamela è sempre più preoccupata per il ritorno di Chase dalla missione e fa il diavolo a quattro per scoprire dov'è e se sta bene, quando poi scopre che è ricoverato nel Reparto Speciale della Delta Force alla base, non si schioda di lì fino a vederlo. Roland organizza una serata speciale per lui e Joan prima della partenza, ma le ostriche guastano la festa costringendo i poveretti ad ore di veglia nel bagno.
- Guest star:

## Qualcuno deve sapere
- Titolo originale: Need to Know Basis
- Diretto da:
- Scritto da:

### Trama
Chase è ferito ma è ritornato dalla missione relativamente 'intero'. Trevor comincia a lavorare con le possibili reclute da lui individuate, ma Kanessa una giovane studentessa ha problemi familiari che le impediscono di seguire il corso, l'intervento di Joan risolve parzialmente la situazione. Claudia Joy ancora non accetta di essere diabetica e rifiuta di rivelare l'informazione ai più, ma l'incontro con una compagna di scuola di Emmalin nella sua stessa condizione le aprirà gli occhi. Denise comincia i turni di Paramedico sotto un supervisore, mentre lei e Frank hanno trovato una nuova complicità. Jeremy chiama i genitori dopo aver visto un commilitone suo amico morire al suo posto e loro lo consolano come possono. Roxy cerca di tenere a bada il desiderio di Trevor di aver un figlio suo a causa di alcune insicurezze, ma poi riflette e decide di lasciarsi andare. Pamela scopre che Chase non è rimasto ferito in un incidente con l'elicottero ma è stato torturato dai terroristi.
- Guest star:

## Mentre il tempo passa
- Titolo originale: As Time Goes By...
- Diretto da:
- Scritto da:

### Trama
Roxy e Pamela si recano presso una casa di cura per uno spettacolo che i figli devono eseguire, non avendo più posti a sedere, le due rimangano nella sala aspetto, in attesa che i figli termino la rappresentazione. Nel frattempo due anziane signore si siedono con loro e le fanno compagnia, raccontando come hanno vissuto il dramma della seconda guerra mondiale, i loro amori e le amicizie, molto simile a ciò che vivono attualmente il gruppo di Fort Marshall.
- Guest star:

## Omissioni e bugie
- Titolo originale: Shrapnel and Alibis
- Diretto da:
- Scritto da:

### Trama
Trevor antepone il lavoro alla famiglia più di quello che si temeva e per questo litiga con Roxy; Kanessa la sua prima recluta si appresta ad entrare nell'esercito. Chase ancora non parla a Pamela delle torture subite e lei non capisce il perché. Jeremy torna a casa e si organizza una festa in suo onore, poi lui va a trovare la famiglia del suo amico soldato morto in azione. Joan parte per l'Iraq e poche ore dopo Roland deve scongiurare una crisi poiché Sarah Elizabeth si ammala improvvisamente di polmonite, la piccola guarisce ma l'uomo non informa la moglie della situazione e Claudia sostiene la sua decisione.
- Guest star:

## Palla in buca
- Titolo originale: Fire in the Hole
- Diretto da: John Terlesky
- Scritto da: Debra Fordham

### Trama
Denise, Pamela, Roxy e Claudia Joy partecipano a un torneo di golf per beneficenza. Denise, molto competitiva, litiga con Roxy che ha rovinato la partita. Roland cerca di aiutare una paziente tossicodipendente, ma per errore viene arrestato insieme al collega, che fugge lasciandogli in eredità l'attività del centro di recupero. Roland capisce che in passato deve aver fatto qualcosa di illegale, infatti l'FBI irrompe nell'edificio cercandolo. Jeremy incontra il cane che gli ha salvato la vita in Iraq, Lucky, che è stato adottato dai LeBlanc. La sera si ubriaca e va all'Hump bar, dove Roxy si rifiuta di servirgli alcolici e chiama Denise. Provocato da un gruppo di ragazzi, Jeremy picchia uno di loro e scoppia una rissa. Michael scopre che l'esercito vuole chiudere una base, e che Fort Marshall è in pericolo.
- Guest star:

## Sotto attacco
- Titolo originale: Fields of Fire
- Diretto da: Rob Spera
- Scritto da: Katherina Fugate

### Trama
Michael e Claudia Joy organizzano la cerimonia di promozione di Michael. Pamela litiga con Chase e gli chiede di lasciare la Delta Force per stare accanto alla sua famiglia. Jeremy deve affrontare le conseguenze della rissa che ha causato all'Hump bar. Roxy riceve l'ordine di chiudere il bar proprio a causa della rissa, e questo provoca grossi problemi economici per la sua famiglia. L'episodio si chiude con uno sparo a casa di Denise: il sospetto è che Jeremy si sia suicidato.
- Guest star: